# La Salameide
La Salameide è un poema giocoso scritto da Antonio Frizzi e pubblicato nel 1772. 
È composto da quattro canti in ottave per un totale di 2120 versi; ha come argomento il maiale e i prodotti culinari che da esso si traggono.

## Contenuto
Il poema è teso a celebrare in modo giocoso il maiale e i prodotti della salumeria. Nel primo canto si lodano le antiche origini del maiale, che scavando la terra avrebbe insegnato agli uomini l'agricoltura; segue una digressione fantastica su un regime edonista stabilito dal legislatore Michelaccio nell'oziosa Sibari sull'esempio della vita dei maiali. Giocando con le omonimie, si glorifica poi il maiale annoverandone le nobili parentele (Verre, la gens Porcia, la città di Troia e la scrofa di Lavinio). Il secondo canto inizia con la deplorazione dell'antico uso di sacrificare il maiale agli dèi, e narra di come un sacerdote, scottatosi toccandone le carni sull'ara e postosi il dito in bocca per lenire il dolore, abbia scoperto la bontà del suino dando inizio alla sua consumazione da parte degli umani. È descritto poi l'allevamento dell'eroe del poema e la sua macellazione, operata dai porcaroli che scendono dalle montagne in autunno. Il terzo canto prosegue con la descrizione della macellazione da parte dei porcaroli Giovanni, Pietro e Zaccaria e si addentra poi nell'enumerazione encomiastica di tutti i principali tipi di salumi che procede per tutto il quarto canto (sempre con numerose digressioni fantastiche, come la narrazione della nascita del salame dalla scoperta che le carni dei soldati persiani fatti a pezzi a Salamina, mischiate a spezie e al sale marino, non andavano a male).

## Storia e fortuna
Il poemetto fu composto dal ferrarese Antonio Frizzi (1736-1800), dottore in Legge e notaio da tempo impiegato nell'amministrazione pubblica cittadina e fondatore della locale Accademia degli Argonauti. L'argomento culinario, da sempre diffuso nella poesia burlesca, era ben presente anche nel più recente filone dell'eroicomico fin dal suo primo modello, la Secchia Rapita tassoniana, disseminata di lazzi e riferimenti gastronomici. Con ogni probabilità il Frizzi ebbe in mente come modello la Porcheide, un componimento giocoso all'epoca diffuso solo in forma manoscritta opera del marchese Scipione Sacrati Giraldi (1669-1733), anch'esso ferrarese.
La Salameide ebbe, nei tempi della sua composizione, una discreta fortuna. Alla prima edizione, stampata in Venezia nel 1772, fecero seguito un'altra edita nella stessa città nel 1803 e una terza pubblicata a Verona nel 1823. La sua fortuna in tempi successivi è stata legata principalmente al suo valore documentario, che le ha valso una riedizione a cura dell'Accademia Italiana della Cucina di Ferrara nel 1983 e numerose citazioni in scritti di storia culinaria fino ai tempi più recenti.

### Storia della letteratura
- Giulio Vallini, Frizzi (Antonio), in Biografia universale antica e moderna, XXII, Venezia, Gio. Battista Missiaglia, 1825,  p. 298.
- Antonio Lombardi, Storia della letteratura italiana nel secolo XVIII, III, Modena, Tipografia Camerale, 1829,  pp. 344-345.
- Cesare Cantù, L'abate Parini e la Lombardia del secolo passato, Milano, Giacomo Gnocchi, 1854,  p. 21.
- Tullo Concari, Il Settecento, collana Storia letteraria d'Italia, Milano, Vallardi, 1897-1926,  p. 262.
- Giovanni Lucca, Settecento-Ottocento (letteratura contemporanea), collana Profili storici della letteratura italiana, Roma, Coop. tip. Manuzio, 1907,  p. 140.
- Carmelo Previtera, La poesia giocosa e l'umorismo (dal secolo XVII ai giorni nostri), collana Storia dei generi letterari italiani, Milano, Vallardi, 1953  [1942],  p. 131.
- Riccardo Roversi, Antonio Frizzi, in Memorabili. Letterati ferraresi 1420-2020, Tiemme edizioni digitali, 2020.

### Storia della cucina
- Luigi Napoleone Cittadella, Notizie relative a Ferrara, Ferrara, Tipografia Taddei, 1864,  pp. 146-147.
- P. Puliatti (a cura di), Il mondo agrario tradizionale nella valle padana, atti del Convegno di studi sul folklore padano (Modena, 17-19 marzo 1962), Modena, Coop. tipografi, 1963,  pp. 113-114.
- Graziano Pozzetto, La salama da sugo ferrarese, Rimini, Panozzo Editore, 2002,  passim.
- Alberto Capatti e Massimo Montanari, La cucina italiana, Bari, Laterza, 2005.
- Corrado Barberis, Mangitalia. La storia d'Italia servita in tavola, Roma, Donzelli Editore, 2010,  pp. 99-100.